# Ledżan
Ledżan – wieś w Armenii, w prowincji Lorri. W 2011 roku liczyła 837 mieszkańców.